# Trifolium infamia-ponertii
Trifolium infamia-ponertii är en ärtväxtart som beskrevs av Werner Rodolfo Greuter. Trifolium infamia-ponertii ingår i släktet klövrar, och familjen ärtväxter. Inga underarter finns listade i Catalogue of Life.